# Skutviken
Skutviken är en stadsdel och industriområde i Luleå, beläget mellan Bodenvägen (riksväg 97) och Malmbanan. Området är ett handelsområde som är mer centralt beläget än det senare tillkomna Storheden. Skutviken domineras av bilhandlare och ICA Kvantum och Systembolaget finns där liksom evenemangsarenan Coop Norrbotten Arena.
Skutvikens industriområde planerades under 1950-talet i samband med byggandet av den nya Bodenvägen. Längre norrut fortsätter den industriella sektorn med Notviksstan (tidigare Notvikens industriområde), Porsödalen (tidigare Porsögårdens industriområde), Ytterviken (tidigare Yttervikens industriområde) samt företagsparken Aurorum.
Området trafikeras av Luleå Lokaltrafiks busslinjer 4 och 5 som passerar genom Skutviken.